# Shachihoko

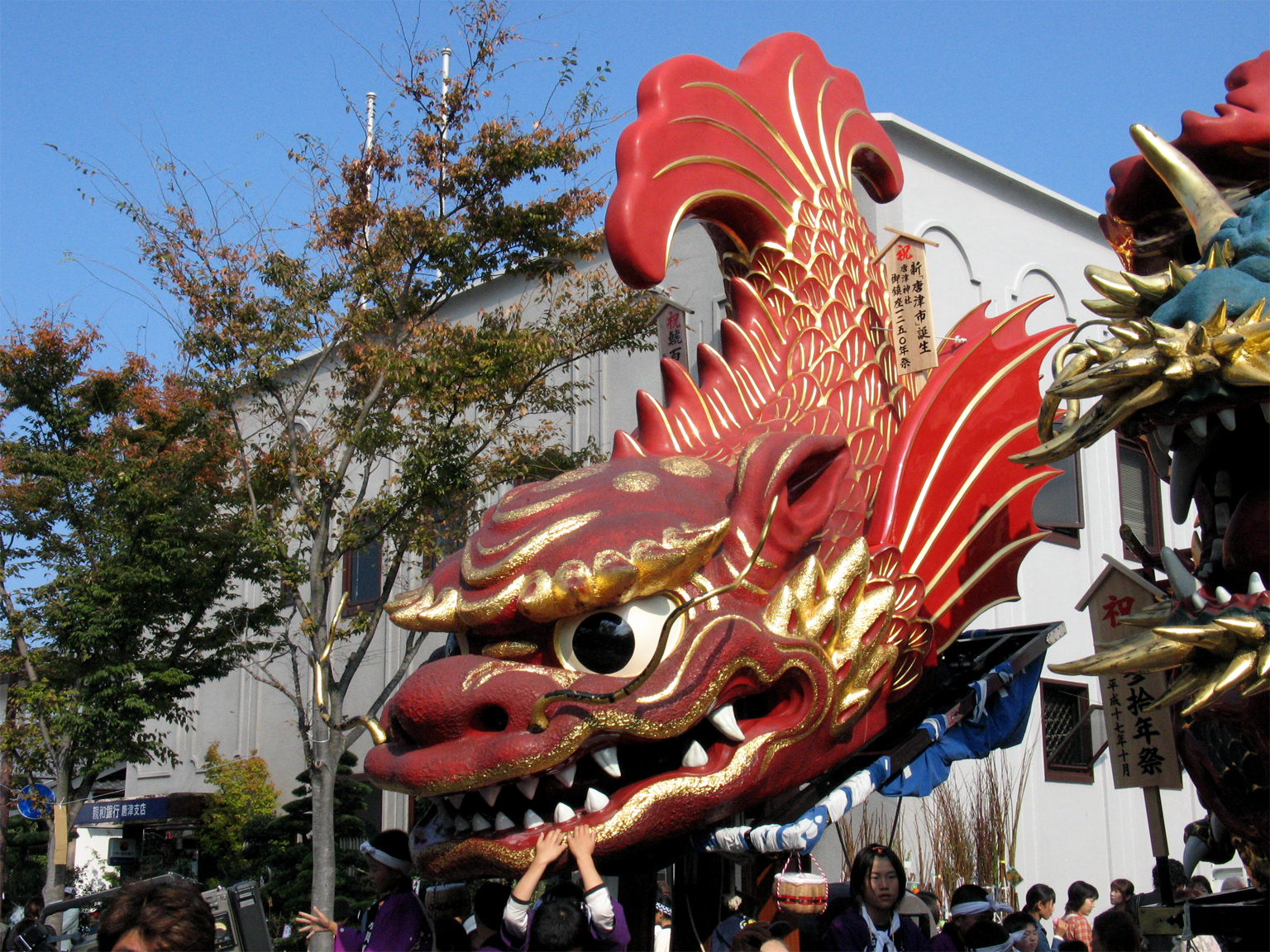
Uno shachihoko usato nel festival di Karatsu Kunchi.

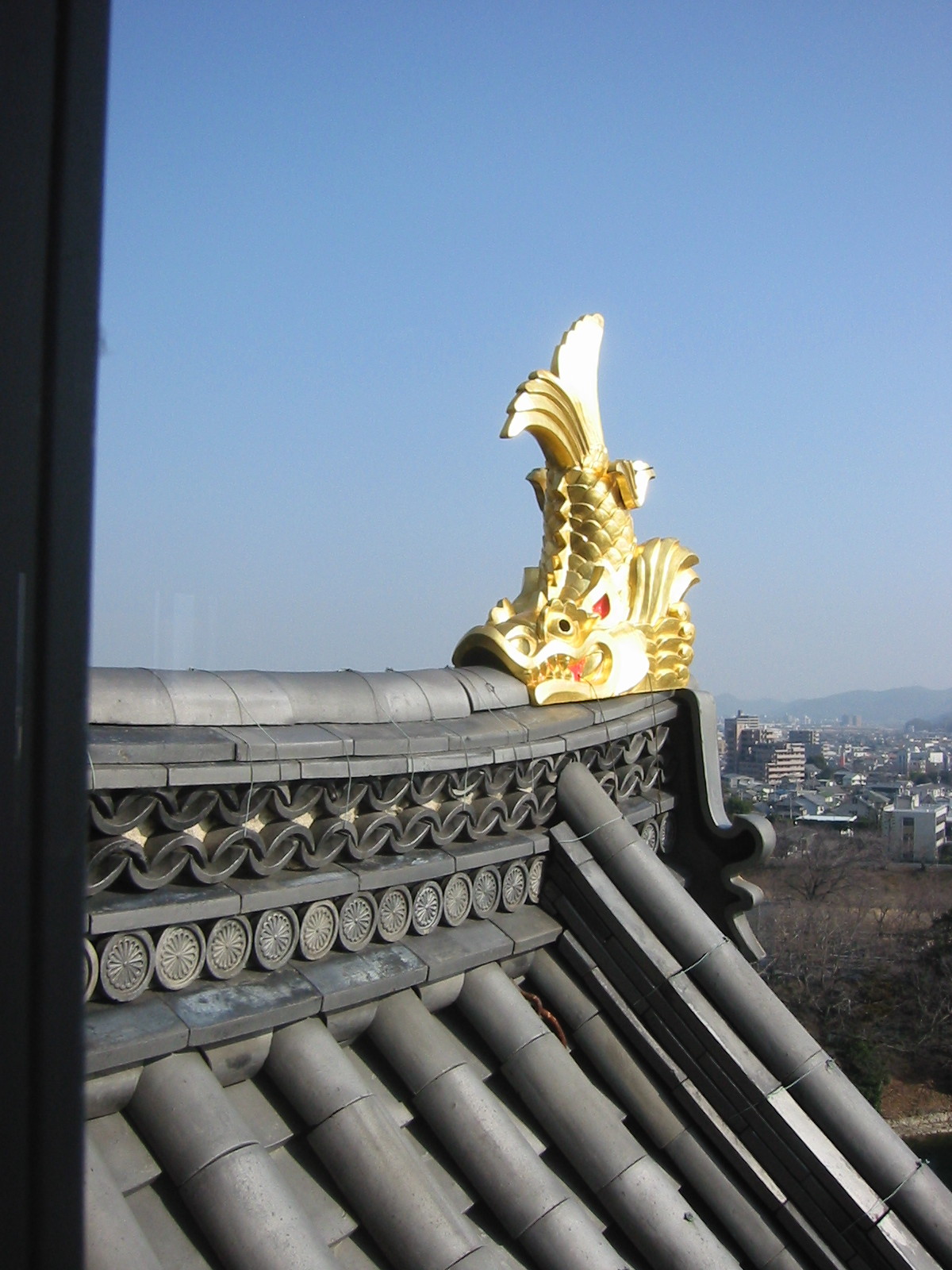
Uno shachihoko decora il tetto del Castello Okayama.

Lo shachihoko (鯱鉾?) o shachi (鯱?) è un animale del folklore giapponese con la testa da tigre e il corpo da carpa.
Si credeva che questo animale causasse la pioggia, e pertanto, i tetti dei templi e dei castelli erano spesso ornati con decorazioni realizzate nella forma di uno Shachihoko, al fine di proteggerli dal fuoco. La parola shachi significa anche orca.